# Северо-Западный фронт (Первая мировая война)
Се́веро-За́падный фронт (СЗФ) — общевойсковое оперативно-стратегическое формирование (объединение, фронт), русских войск в составе Русской Императорской Армии в период Первой мировой войны.

## История
Полевое управление войсками (армиями) фронта сформировано в июле 1914 года. Фронт действовал против германских войск на северном направлении. В августе 1915 года на его базе сформировано полевое управление Западного фронта.
Войсками фронта была проведена Восточно-Прусская операция 1914 года с целью нанесения поражения 8-й армии в период с 17 августа по 15 сентября 1914 года, завершившаяся тактическим поражением войск фронта Русской армии, но стратегически была победой России, сорвавшей общий план Германии и её союзников на быструю победу (см. Битва при Танненберге).
С 12 по 30 сентября 1914 года фронт проводил частную наступательную операцию в районе г. Августов с целью не допустить переброски германских войск в Польшу, где развивалась Варшавско-Ивангородская операция. В этих боях войска фронта добились хоть и локальной, но всё-таки победы, не только выполнил главную цель, но и дополнительно притянув на себя XXV германский резервный корпус.
9 — 22 июля 1915 г. была проведена Люблин-Холмская оборонительная операция.

## Состав
- Полевое управление (штаб)
- 1-я армия (июль 1914 — август 1915)
- 2-я армия (июль 1914 — август 1915)
- 3-я армия (июнь — август 1915)
- 4-я армия (июнь — август 1915)
- 5-я армия (сентябрь 1914 — июнь 1915)
- 10-я армия (август 1914 — август 1915)
- 12-я армия (январь — август 1915)
- 13-я армия (июнь — август 1915)

## Главнокомандующиевойсками(армиями) фронта
- 19.07.1914-03.09.1914 — Генерал от кавалерии Жилинский, Яков Григорьевич
- 03.09.1914-17.03.1915 — Генерал от инфантерии Рузский, Николай Владимирович
- 17.03.1915-04.08.1915 — Генерального штаба генерал от инфантерии Алексеев, Михаил Васильевич